# Conseil du patrimoine culturel du Québec
Le Conseil du patrimoine culturel du Québec est un organisme consultatif auprès du ministre de la Culture et des Communications du Québec.
L'organisme, créé en 2012 par la Loi sur patrimoine culturel du Québec, conseille le ministre sur tout projet qui concerne la Loi. Il formule également des conseils et recommandations au ministre sur toute question relative au patrimoine culturel du Québec. Dans le cadre d'une politique de développement durable, l'organisme s'assure que le développement se fasse dans le respect du patrimoine.
Le Conseil du patrimoine culturel du Québec a remplacé en 2012 la Commission des biens culturels du Québec qui a remplacé en 1972 la Commission des Monuments historiques de la Province de Québec, fondée en 1922. 
Le 19 octobre 2012, à l'entrée en vigueur de la Loi sur le patrimoine culturel, la Commission des biens culturels du Québec est devenue le Conseil du patrimoine culturel du Québec.

## Voir
- Liste des biens culturels du Québec
- Liste des biens culturels de la région Québec
- Liste des biens culturels de la région Montréal